# Antoine de Briaerde
Antoine de Briaerde, en flamand Anthuenis van den Bryaerde, mort en novembre 1553, est une personnalité politique du XVIe siècle.
Bourgmestre de Dunkerque à plusieurs reprises, il a été le premier vice-amiral nommé à la tête de la vice-amirauté de Flandre créée à Dunkerque par Maximilien II de Bourgogne, amiral des Pays-Bas et amiral de Flandre, sous Charles Quint.

## Biographie
La famille de Briaerde ou Briarde, Bryarde, Bryaerde, éteinte au milieu du XVIIe siècle, est une ancienne maison de la noblesse du Westhoek français. La terre de Bryaerde s'étend sur plusieurs paroisses de la châtellenie de Cassel. La famille détient plusieurs seigneuries en Flandre maritime. Elle a noué alliance avec de prestigieuses lignées de la région.
Antoine de Briaerde est le fils d'André ou Andrieu de Briaerde, écuyer, seigneur de la Coye, sur la paroisse d'Hardifort (châtellenie de Cassel)  et de Marie d'Éperlecques, morte et enterrée à Dunkerque en 1512.
Il est le frère de Lambert de Briaerde (Dunkerque, vers 1490 - Malines, 1557), chevalier, président du Grand conseil des Pays-Bas à Malines, jurisconsulte et diplomate.
Le 14 avril 1553, peu de temps avant sa mort, Antoine de Briaerde contribue à accroître les biens de la famille : il achète un bois qui vient s'ajouter à la seigneurie de Beauvoorde possédée par son frère Louis de Briaerde sur Wulveringem, actuelle section de Furnes.
Antoine de Briaerde, gravement malade, meurt le 21 ou le 22 novembre 1553. Maximilien II de Bourgogne, amiral de Flandre, est averti de sa mort par son frère Louis de Briaerde, et par le bourgmestre de Dunkerque Mahieu de la Helle.

## Carrière
Antoine de Briaerde, seigneur de Lokeren, est échevin de Dunkerque en 1521.
Il devient bourgmestre de Dunkerque en 1532 et demeure en poste en 1533. Il est de nouveau investi dans ce rôle de 1537 à 1545 inclus, et en 1551 et 1552. Pour la période postérieure à 1537, il exerce cette fonction en même temps que la mission de vice-amiral à lui confiée en 1534.
Antoine de Briaerde, seigneur de Lokeren, est nommé vice-amiral, à la tête de la vice-amirauté de Flandre, créée à Dunkerque en 1534. Le 8 juin 1534, une convention est passée entre Maximilien II de Bourgogne, vice-amiral des Pays-Bas, qui deviendra amiral des Pays-Bas en 1540, après son père Adolphe de Bourgogne, et amiral de Flandre en 1542. La convention, rédigée en flamand, a pour objet de définir l'exercice des fonctions d'Antoine de Briaerde. Vice-amiral, il est stathouder (lieutenant ou gouverneur) pour la ville de Dunkerque. « Il réside à Dunkerque, y liquide les prises, perçoit le droit du dixième, les amendes, le droit d'attache qui revient à l'Amiral».
Ainsi, en 1549-1550, la ville achète à « Antoine du Bryart, vis admiral » plusieurs pièces d'artillerie résultant de prises effectuées par les navires placés sous ses ordres.
Néanmoins, Antoine de Briaerde, vice-amiral, remplit davantage un rôle de préfet maritime que de vice-amiral présent en mer, ce qu'il n'est pas.
Personnalité de Dunkerque, Antoine de Briaerde se distingue non seulement par son action mais aussi par les moyens dont il dispose : Marie de Hongrie, gouvernante des Pays-Bas espagnols, de 1531 à 1555, est reçue chez lui lorsqu'elle vient à Dunkerque en 1537 et en 1546. De même, en visite à Dunkerque, avec son fils le prince d'Espagne, futur Philippe II en 1549, Charles Quint descend chez Antoine de Briaerde. Lorsqu'en 1576, les autorités de Dunkerque recherchent une maison pour loger le gouverneur de la ville, elles achètent la maison d'Antoine de Briaerde, alors aux mains de ses héritiers.
Des lettres d'Antoine de Briaerde existaient dans le passé dans les archives de Saint-Omer. Joseph Kervyn de Lettenhove, déclarait en 1860-1862 détenir des lettres adressées à Antoine de Briaerde et à son frère Lambert, président du conseil des Pays-Bas à Malines, ou écrites par eux.
En octobre 1551, Antoine de Briaerde intervient en tant que bourgmestre de Dunkerque, accompagné du greffier de la ville, afin d'obtenir de la cité de Bergues que puisse être menée une opération sur les écluses de Dunkerque en liaison avec le canal de Bergues à Dunkerque.
En 1552, les échevins de Bergues s'adressent au vice-amiral afin qu'il accorde le commandement d'un navire de guerre à un marin, dénommé le « bâtard de Warhem », ayant participé à l'expédition d'Alger menée par Charles Quint en 1541. À l'époque, pour faire face aux corsaires français, l'armement de navires de guerre pour protéger les navires de commerce et de pêche avait été autorisé par la régente Marie de Hongrie depuis 1536. La suite donnée à cette intervention de la ville de Bergues n'est pas connue.
Après le décès d'Antoine de Briaerde, Gérard Van Meckeren lui succède le 1er décembre 1553 en tant que vice-amiral de Flandre.

## Mariage et descendance
Antoine de Briaerde s'est marié deux fois. Il épouse d'abord Cornélie de Bie, puis se marie avec Adrienne de Bardemakère, fille et héritière d'Antoine, seigneur de Lokeren. Devenue veuve, celle-ci se remarie à Antoine Van Rye, plusieurs fois bourgmestre de Dunkerque, chez qui Philippe II logea en 1555 et 1557.
Antoine de Briaerde est mort sans postérité.

## Armes
Armes : « D'argent, à trois cors de chasse de sable, liés de gueules, virolés d'or, les embouchures à senestre ».
Cimier : « Un cerf issant au naturel, le massacre d'or ».